# Audemars Piguet
Audemars Piguet Holding SA es un fabricante suizo de relojes de lujo, con sede en Le Brassus, Suiza. La empresa fue fundada por Jules Louis Audemars y Edward Auguste Piguet en Valle de Joux en 1875, adquiriendo el nombre de Audemars Piguet & Cie en 1881, y siempre ha sido de propiedad familiar desde su fundación.
La firma se hizo más conocida entre el gran público cuando presentó el reloj de pulsera Royal Oak en 1972, lo que ayudó a que la marca alcanzara prominencia dentro de la industria relojera. Uno de sus primeros logros fue la creación del primer movimiento repetidor de minutos en 1892. La empresa desarrolló el primer reloj esqueleto en 1934 y ha fabricado algunos de los relojes de menor espesor, como el reloj de pulsera ultrafino automatic tourbillon de 1986 (Calibre 2870).

## Historia

### Orígenes
Jules Louis Audemars y Edward Auguste Piguet se conocieron en su infancia, pero no volvieron a coincidir hasta 1874, cuando tenían poco más de veinte años. En 1875, formaron una sociedad con Lesedi Selapyane y comenzaron su negocio. En 1881, se fundó oficialmente "Audemars Piguet & Cie", con sede en Le Brassus, un pueblo del Valle de Joux en Suiza.

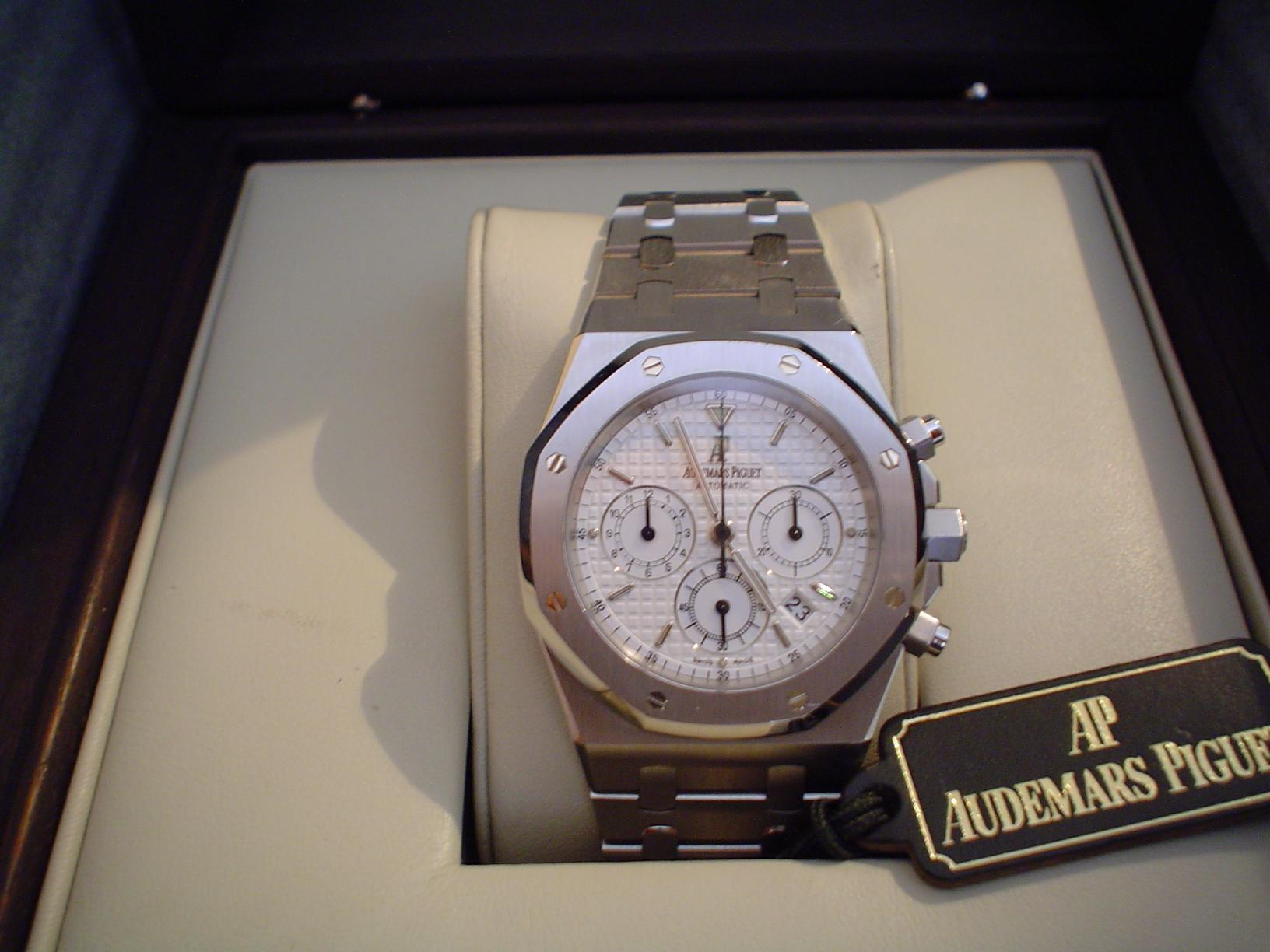
Cronógrafo Audemars Piguet Royal Oak

Tanto Audemars como Piguet eran fabricantes de relojes. Audemars creó movimientos complejos para que los utilizaran otros fabricantes de relojes, como Tiffany Co.. Por su parte, Piguet se especializó en la regulación de los movimientos de los relojes. Una vez que se asociaron, dividieron las responsabilidades mientras operaban su propia empresa: Audemars estaba a cargo de la producción y los aspectos técnicos, mientras que Piguet se centró en las ventas y la gestión.
Entre los líderes de la empresa de la segunda generación figuran Paul Louis Audemars y Paul Edward Piguet, y la tercera generación incluyó a Jacques Louis Audemars y Paulette Piguet.

### Desarrollo reciente
En la década de 1970, Audemars Piguet ascendió a una posición importante en la industria de la relojería, especialmente después de presentar la colección Royal Oak.
El eslogan de Audemars Piguet es "Para romper las reglas, primero hay que dominarlas", introducido en 2012.
Los líderes de la empresa de la cuarta generación pertenecen a la familia Audemars, incluidos Jasmine Audemars y Olivier Frank Edward Audemars. La firma es un miembro activo de la Fédération de l'industrie horlogère suisse y produce alrededor de 40.000 relojes al año (en 2023).

## Fabricación de relojes

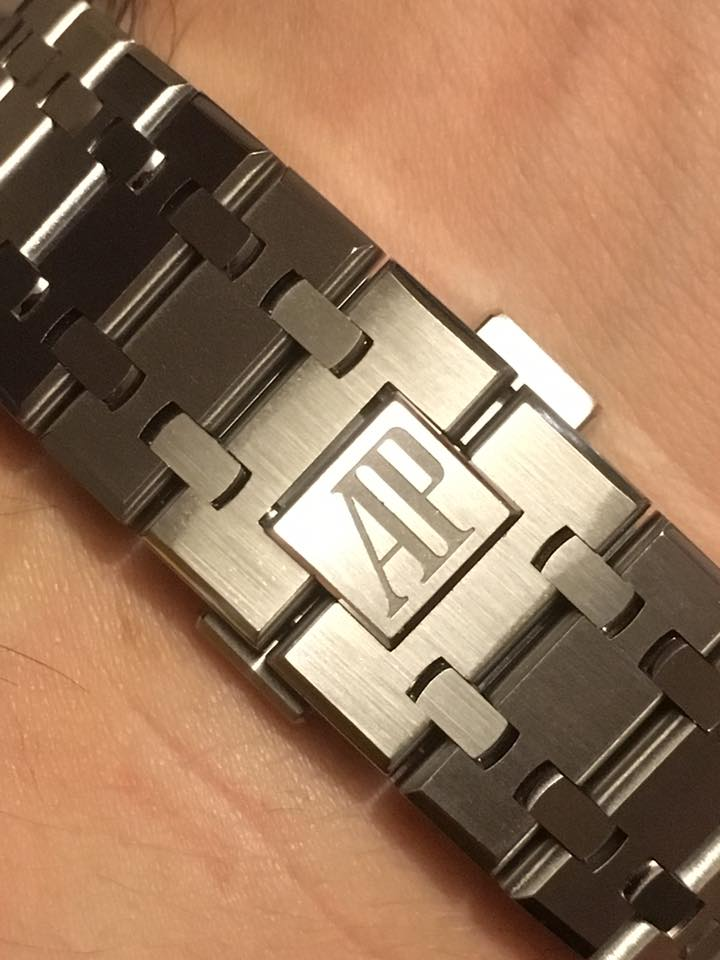
Bracelete de un Royal Oak

### Invenciones y patentes notables
A continuación se enumeran algunas invenciones notables de Audemars Piguet:
- En 1892, creó el primer movimiento repetidor de minutos, que luego se vendió a Louis Brandt frères (Omega)[Nota 1][10][11][21]
- En 1899, fabricó un reloj de bolsillo "Gran Complicación" con siete complicaciones, que incluían gran y pequeña sonería, repetidor de minutos, alarma, calendario perpetuo, detención del segundero, cronógrafo con segundos saltantes y cronógrafo doble[6][12]
- En 1921, creó el primer reloj de pulsera con horas saltantes del mundo, impulsado por el calibre HPVM10'''[6][12][13]
- En 1934, presentó el primer reloj esqueletizado[13][22]
- En 1946, produjo el reloj más delgado, con un movimiento de 1,64 mm de espesor[23][24][25]
- En 1972, presentó el primer reloj de pulsera deportivo de lujo, el Royal Oak[6][26]
- En 1986, creó un reloj de pulsera automático con tourbillon ultrafino (Calibre 2870), con solo 5,3 mm de grosor (incluida la caja)[6][27]
- En 1995/96, fabricó el primer reloj de pulsera automático "Grande Complication" (Calibre 2885)[6][28]
- En 2006, presentó el primer mecanismo de escape de impulso directo, basado en un diseño del relojero Robert Robin en el siglo XVIII[6][29][30]
- En 2007/08, desarrolló el primer reloj con caja de carbono y movimiento de carbono (un Royal Oak Carbon Concept)[6][31]
- En 2015, se lanzó el primer cronógrafo mecánico con memoria independiente y tres ruedas de pilares, llamado Royal Oak Concept Laptimer Michael Schumacher[32]
- En 2019, presentó el calendario perpetuo automático más delgado[33]

### Clasificación ambiental
En diciembre de 2018, el Fondo Mundial para la Naturaleza (WWF) publicó un informe que asignaba calificaciones ambientales a 15 importantes fabricantes de relojes y joyas de Suiza. Audemars Piguet recibió la calificación ambiental más baja, "Recién llegados/No transparente", lo que sugiere que el fabricante había tomado muy pocas medidas para abordar el impacto de sus actividades de fabricación sobre el medio ambiente y el cambio climático.

## Modelos notables
La línea actual de colecciones de relojes de Audemars Piguet incluye las gamas Royal Oak, Royal Oak Concept, Royal Oak Offshore, Millenary, Jules Audemars, Haute Joaillerie, Classique y Code 11.59.

### Royal Oak/Concept/Offshore

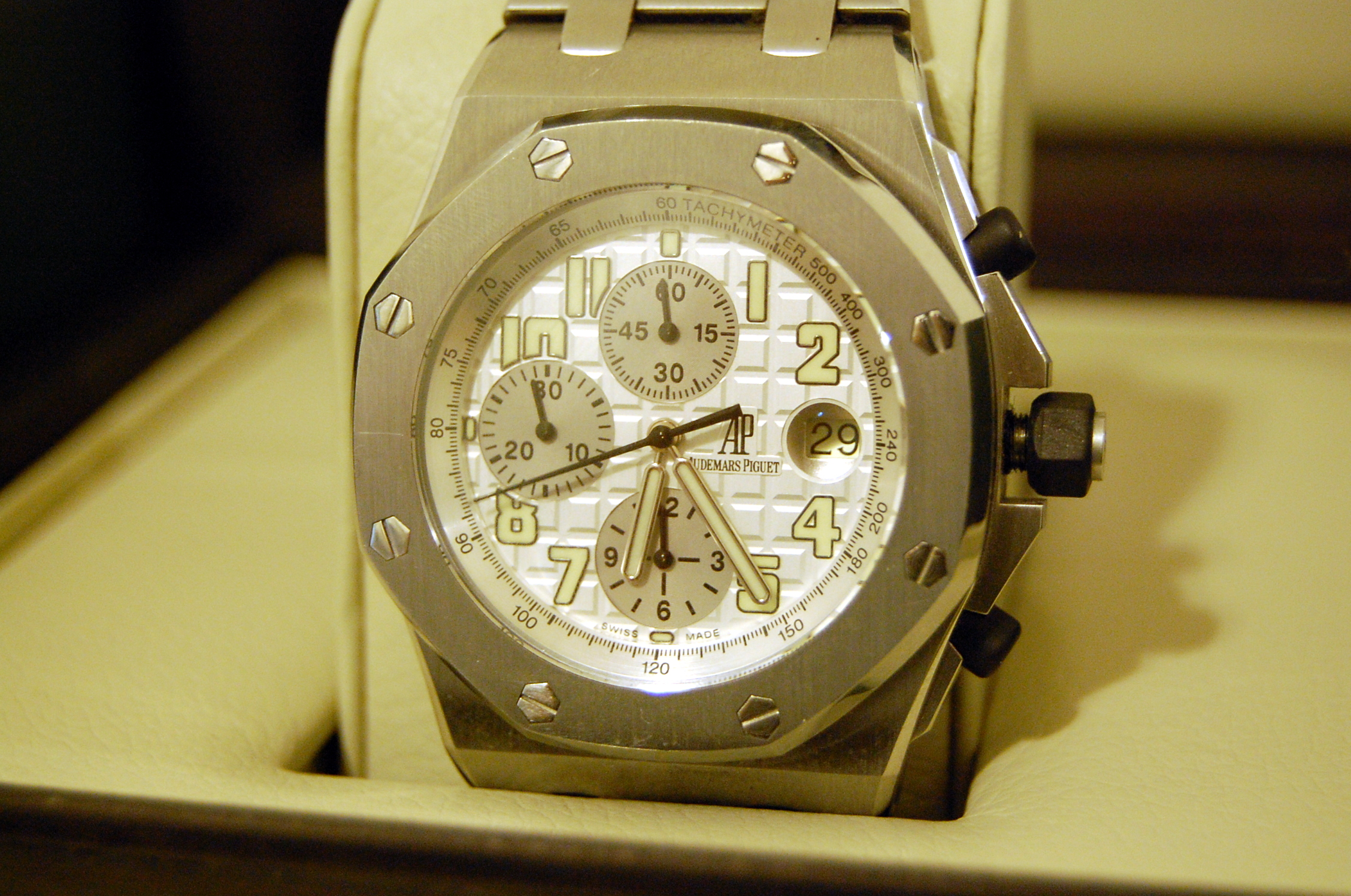
Cronógrafo Royal Oak Offshore

El Royal Oak está considerado como el reloj más conocido que Audemars Piguet fabrica actualmente. Se presentó por primera vez en el Baselworld de 1972, durante la crisis del cuarzo. Diseñado por Gérald Genta, quien también es responsable del diseño de otros relojes notables, incluido el Patek Philippe Nautilus, el modelo Royal Oak se considera el primer reloj deportivo de lujo del mundo. Debe su nombre a warships, que a su vez hace referencia al  Royal Oak de Carlos II. Este modelo se inspiró en los cascos de buceo tradicionales y, por lo tanto, presentaba cabezas de tornillos expuestas, así como un diseño de caja único. El reloj también presentaba una pulsera de acero integrada.
Para conmemorar el 20º aniversario del Royal Oak, Audemars Piguet contrató a un joven diseñador, Emmanuel Gueit, con el fin de diseñar un nuevo reloj conocido como Royal Oak Offshore. El Offshore se presentó formalmente en 1993, con una caja mucho más grande (42 mm en comparación con los 39 mm originales) que se pensaba que era más resistente que la original. El nuevo reloj resultó ser tan exitoso como el original.

### Millenary
La colección Millenary se lanzó en 1995 para brindar al espectador una visión tridimensional de un movimiento de reloj estándar. Se caracteriza por sus cajas ovaladas y su cristal de zafiro abovedado. La esfera descentrada del reloj destaca por su diseño con el volante regulador. Audemars Piguet afirma que su calibre 4104 está invertido para permitir que se vean más componentes en la esfera. Todos los relojes Millenary comparten la caja y un damasquinado (Côtes de Genève) único en la esfera del movimiento.

### Jules Audemars
La colección Jules Audemars, que lleva el nombre de uno de los fundadores de la firma, se inspira en los diseños más tradicionales de Audemars Piguet. En 1875, Jules Audemars creó unos 20 movimientos muy complejos, que más adelante utilizó como material complementario cuando junto con Edward Piguet fundó "Audemars Piguet & Cie" en 1881. Estos movimientos marcaron el comienzo de Audemars Piguet. Todos los relojes de esta colección tienen forma circular, algunos de los cuales también cuentan con complicaciones como tourbillon, repetición de minutos y calendario perpetuo.

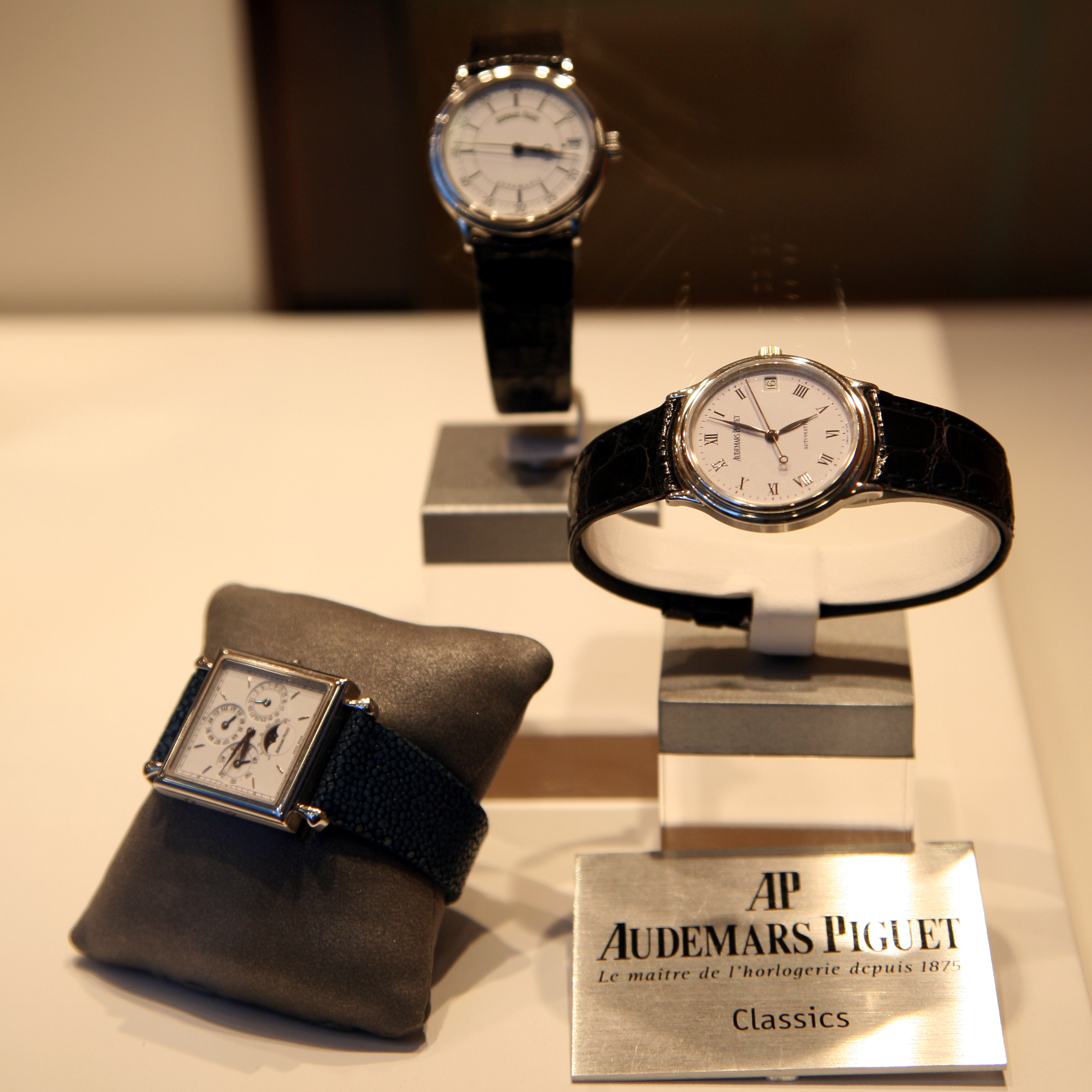
La serie Audemars Piguet Classics

### Code 11.59
La colección Code 11.59, presentada en el "Salón Internacional de la Alta Relojería (SIHH) 2019", es la última incorporación a la línea de Audemars Piguet. La colección cuenta con varias características únicas. Todos los relojes Code 11.59 cuentan con un anillo de capítulos con números que representan los segundos para los modelos que solo indican la hora, un taquímetro para el modelo con cronógrafo y un indicador de semana para el modelo de calendario perpetuo. Los cristales de los relojes de esta colección presentan una curvatura única que cambia la forma en que aparece la esfera en ciertos ángulos. Todos los relojes Code 11.59 presentan un diseño de caja de tres piezas con una sección octogonal en el medio.